# Asbjørn Følling
Ivar Asbjørn Følling, född 23 augusti 1888 i Steinkjer, Norge, död 24 januari 1973, var en norsk läkare och biokemist. Han upptäckte 1934 sjukdomen fenylketonuri.
Asbjørn Følling var 1932-1935 professor i näringsfysiologi vid Oslo universitet och 1935-1953 professor i fysiologi och biokemi vid Norges veterinærhøgskole i Oslo. Han återvände 1953 till Oslo universitet och var där professor i medicin (särskilt klinisk biokemi) fram till 1958. Han invaldes 1968 som utländsk ledamot av svenska Vetenskapsakademien.